# Calidonia (Veraguas)
Calidonia ist ein Corregimiento des Bezirks Soná in der Provinz Veraguas in Panama. Bei der Volkszählung im Jahr 2023 hatte es 1286 Einwohner. Das Corregimiento erstreckt sich über eine Fläche von 158,6 km².

## Bevölkerung
Die folgende Tabelle zeigt die Bevölkerung des Corregimientos Calidonia, wie es in den Volkszählungen 2000, 2010 und 2023 erfasst wurde.
| Jahr         | 2000 | 2010 | 2023 |
| ------------ | ---- | ---- | ---- |
| Einwohner    | 1427 | 1419 | 1286 |
| davon Männer | 821  | 795  | 731  |
| davon Frauen | 606  | 624  | 555  |

## Orte
Im Corregimiento Calidonia befinden sich folgende Orte:
- Agua Blanca
- Alto Bubi o Quebrada de Bubi
- Alto Calidonia
- Alto de Catecito
- Alto de La Palma
- Alto de Las Yeguas
- Alto de Méjico
- Bajo de Jerónimo
- Boca del Tallo
- Boca La Corocita
- Bubi
- Bubicito
- Cabecera de Bubi
- Cabecera de Cabimales
- Cabecera de El Saltoso
- Cabecera de Huesitales
- Cabecera de Lovaina
- Cabecera de Platanales
- Cabecera de Quebrada El Gato
- Cabecera de San Rafael
- Cabecera de Tribique
- Cabimales
- Calidonia
- Catecito No.1
- Catecito No.2
- Diego
- El Aguacate
- El Fraile
- El Mono
- El Saltoso
- El Tallo
- Gorgojo
- Huesitales
- La Corocita
- La Gunza
- La Laguna
- La Llorona
- La Pared
- La Pedregosa
- La Pifa
- La Pita
- La Pita No.2
- La Raíz
- La Sonadora No.1
- La Sonadora No.2 o Alto Fresco
- Majaguillal
- Naranjo Abajo
- Naranjo Arriba
- Palo Alto
- Paso de Diego
- Platanares
- Quebrada El Barrero
- Quebrada El Gato
- Quebrada Indio
- Quebrada La Pita
- Quebrada Larga
- Quebrada Pascual
- San Rafael
- Tribique
- Zapote